# 沖縄県ワシントン事務所問題
沖縄県ワシントン事務所問題（おきなわけんワシントンじむしょもんだい）とは、沖縄県が在日米軍基地問題を解決するためにアメリカ合衆国ワシントンD.C.に設置した「沖縄県ワシントン事務所」（英語: Okinawa Prefectral Government Washington D.C. Office）が営業実態のない株式会社として事業登録され、駐在職員の就労ビザ取得の際に事実と異なる書類がアメリカ政府に提出されていた問題である。

## 来歴
沖縄県などによると、ワシントン事務所は翁長雄志知事時代の2015年4月に普天間基地移設問題をアメリカ側に直接訴える目的で開設された。アメリカ合衆国国務省からは当初、「政治的だ」との理由で非課税事業者としての登録に難色を示されていた。
駐在職員のビザが取れなければ活動ができないことから、アメリカの弁護士の助言を受け、企業の転勤者向けに発給される「L-1」ビザの取得を模索した。駐在職員のビザを取得するために、県が100%出資する「株式会社沖縄県ワシントン事務所」（英語: Okinawa Prefecture DC Office, Inc.）を設立。ビザを取得する際に提出した資料では駐在職員の肩書を「社長」「副社長」としていた。アメリカ合衆国移民・関税執行局に提出した資料では、「沖縄県から直接雇用されることはない」「株式会社が雇用を管理している」などと記載していたが、実際は県職員の身分を有した地方公務員のままであった。
会社の存在は、沖縄県議会や県民のチェックが働かない状態に置かれていた。知事は地方自治法第243条の3 第2項に基づき、資本金等の2分の1以上を出資する株式会社の毎年の経営状況を議会に提出する義務があるが、現地のコンサルティング業者に年間約7000万円で業務委託し、対応を丸投げしており、その委託費用の中から同社の資金が賄われていたため、同社の存在自体が9年以上議会に公表されておらず、玉城デニー知事は2024年10月末の記者会見で「先日、事務方から報告を受けた」と述べ、自身も会社の存在を知らなかったことを明らかにした。県幹部は「業務委託の中で設置されており、知事に説明していなかった」としている。
この問題は、2024年9月議会において、仲里全孝議員（沖縄自民党・無所属の会）による一般質問に端を発して明らかとなり、議会の「沖縄自民党・無所属の会」、「公明党」、「維新の会」の県政野党・中立系3会派は2024年11月25日、一連の問題を究明するプロジェクトチームを立ち上げることを発表した。3会派は同月26日に開会する11月定例会にて共同で監査請求の動議を提出し、玉城デニー県政を追及する方針であると述べた。3会派は監査請求の事項として、株式会社設立の適法性や駐在職員の身分の取り扱い、資金の流れなど6項目を挙げている。沖縄自民党・無所属の会の大浜一郎県議は「多くの事実が隠蔽されてきた。もういい加減にワシントン駐在事業を継続することはやめるべきだ」と述べた。
2024年11月25日、県執行部はワシントン事務所の設立の経緯などを県議会に説明し、「日本の株式会社に相当する法人を設立することを明確に決定した文書は残されていない」と手続きの不備を認めた。また、設立に伴って取得した株式が県の公有財産として管理されていなかったため「速やかに是正を図る」と謝罪した。2024年11月26日、沖縄県議会11月定例会が開会、県ワシントン駐在費用などを含む2023年度の県一般会計決算（ワシントン駐在関連費用については、人件費や活動費などとして年間およそ1億円を計上）について採決し、県政与党（オール沖縄）である、「てぃーだ平和ネット（社民・無所属）」、「おきなわ新風（立民・無所属）」、「日本共産党沖縄県議会議員団」、「沖縄社会大衆党」の4会派が賛成に回ったが、野党・中立系の3会派に所属する議員が反対したため、賛成少数で不認定となった
。本会議で決算が不認定となるのは1972年の沖縄返還以降、県議会では初のことであった。さらに地方自治法第98条2項に基づく監査を求める動議が提出され、野党・中立系の3会派による賛成多数で可決され、監査委員による監査が行われることになった
。
決算が不認定となったことを受け、玉城知事は同日午前、「非常に残念に思う。改善を要する点が見つかったことから、必要な措置を講じたい」と述べた。沖縄県ワシントン事務所は沖縄の基地問題の解決を図るために重要な役割を果たしているとの見解を示し「議会や県民に対し丁寧な説明を行い、活動が今後も続けられるよう理解を得たい」と述べた。
2024年12月10日、県議会は県執行部に対し、ワシントン事務所の違法状態の早期是正を求める警告決議を、野党・中立系会派の賛成多数で可決。またこの問題に関する県執行部の答弁が二転三転し、議会が空転したことを踏まえ、質疑を通して解明できないレベルに至っているとして、野党系会派により百条委員会設置を求める動議が提出され、賛成多数で可決した。玉城知事は百条委設置を受け「真摯に受け止める」と報道陣に話した。
2024年12月26日、百条委員会の初会合が開かれ、ワシントン事務所の初代所長と副所長を参考人として出席を求めること、年明けの31日に県からの説明を求めることが確認された。百条委員会の設置期限については、明確な期限は設けず調査が終わるまで設置されることとなった。
2024年12月27日、玉城知事は定例記者会見で、ワシントン事務所の違法状態を解消するため、12月24日付けで同法人の設立を追認するための事務決裁手続きを完了したこと、12月26日付けでワシントン駐在職員の営理企業従事許可を行ったこと、取得した株式の登録について現在手続き中であること、公文書管理条例を制定し県の文書管理の体制整備を行うことを発表した。
2025年3月28日の県議会2月定例会最終本会議で、事務所の経費約3900万円を含む令和7年度一般会計当初予算案は、野党が出した同事務所経費全額を削除し予備費に移す修正案が、野党、中立会派による賛成多数で可決された。
玉城知事は、同日午後に発表された弁護士らからなる調査検証委員会の最終報告で、「設立手続きに重大な瑕疵があることが明らかで、その瑕疵が連鎖する形でその後の運営も含めて違法となる可能性は否定できない」と指摘されたことを受け、再議を断念した。
これにより、同事務所の閉鎖は確実となった。知事は事務所の再開を目指す意向を示しているが、議会の理解を得られるかは不透明とみられる。県によると、同年6月13日までに実態のない株式会社として事業者登録されていた「ワシントンDCオフィス」の解散手続きを終え、ワシントン事務所のオフィスが入るビルからの退去が完了した。